# Richfield (Carolina del Nord)
Richfield è una città degli Stati Uniti d'America situata nella Carolina del Nord, nella Contea di Stanly.